# Condor (oiseau)
Pour les articles homonymes, voir Condor.
Taxons concernés
- Gymnogyps
- Vulturmodifier

Les condors sont de grands oiseaux de proie principalement charognards d'Amérique caractérisés par des ailes d'une très grande envergure. Le terme condor provient de l'espagnol, lui-même emprunté au quichua Kuntur. 
Il est représenté dans les géoglyphes de Nazca.
Il existe deux espèces connues :
- le condor de Californie — Gymnogyps californianus (Shaw, 1797) ;
- le condor des Andes — Vultur gryphus (Linnaeus, 1758) ;

Tous les deux appartiennent à la famille des Cathartidae (vautours du nouveau monde), eux-mêmes apparentés aux Accipitridae (des rapaces). 
Le condor est le symbole national du Pérou, de la Bolivie, du Chili, de l'Argentine, de l'Equateur et de la Colombie.